# いまなりあきよし
いまなり あきよし（本名：今成 明美（読み同じ）1952年10月14日 - ）は、1970年代に活動した日本のフォークシンガー、作曲家である。新潟県長岡市（旧・栃尾市）出身。現在は祝二郎として活動している。

## 主な作品

### アルバム
- 無風地帯
- 飛翔
- オルフェの海

### シングル
- 冬の海
- 無風地帯
- ふれあいの時
- 愛は輝く瞳
  - TVA 日生ファミリースペシャル「二十四の瞳」オープニングテーマ
- 九条物語/五月の白い日
- 光る砂漠/あこがれは空の彼方に
- インディアン・サマー

### 作曲した作品
- 舞台「怪盗乱魔 - 亭主と間男の共存できる家族制度を求めて」 1982 挿入歌作曲
- 小田陽子「ときめきWining」 1982 「SHADOW&ME」 1983 作詞作曲
- ダークダックス「歌声が聞こえる」 1983 作曲
- 麻倉未稀「エンドレス・サマー」 1988 作曲